# CMASA M.F.6
Il Fiat CMASA M.F.6 fu un idrovolante da ricognizione italiano di cui furono prodotti solo due prototipi nel 1934 dalla CMASA, a seguito del concorso indetto dal Ministero dell'aeronautica per un idrovolante imbarcato, perché gli venne preferito l'IMAM Ro.43, che venne avviato alla produzione di serie.